# Judit Pusztafiné
Judit Pusztafiné es una deportista húngara que compitió en tenis de mesa adaptado. Ganó una medalla de plata en los Juegos Paralímpicos de Barcelona 1992 en la prueba de equipo (clase 3).

## Palmarés internacional
| Juegos Paralímpicos | Juegos Paralímpicos | Juegos Paralímpicos | Juegos Paralímpicos |
| Año                 | Lugar               | Medalla             | Prueba              |
| ------------------- | ------------------- | ------------------- | ------------------- |
| 1992                | Barcelona (España)  | Medalla de plata    | Equipo 3            |